# THE FORGER 天才贋作画家 最後のミッション
『THE FORGER 天才贋作画家 最後のミッション』（ザ・フォージャー てんさいがんさくがか さいごのミッション、原題：The Forger）は、2014年にアメリカ合衆国で製作されたクライムスリラー映画。出演はジョン・トラボルタ、クリストファー・プラマー、タイ・シェリダン。
邦題は『ザ・フォージャー 天才贋作画家 最後のミッション』と表記されることもある。

## ストーリー
天才的な腕を持つ贋作画家のレイは、刑務所から一刻も早く出所するため、犯罪組織のボスであるキーガンと裏取引を行った。そうまでして彼が出所したかった理由は、最愛の息子であるウィルがガンにより余命が少ないと知ったためであった。出所後ウィルとの再会を果たしたレイは、何とか父と子の間に出来た溝を埋めようと「どんな願いも3つ叶えてみせる」という約束をウィルと交わす。それからレイはウィルが望むことを出来る限り叶えていき、父と子の関係はぎこちなくも次第に改善していくのだった。

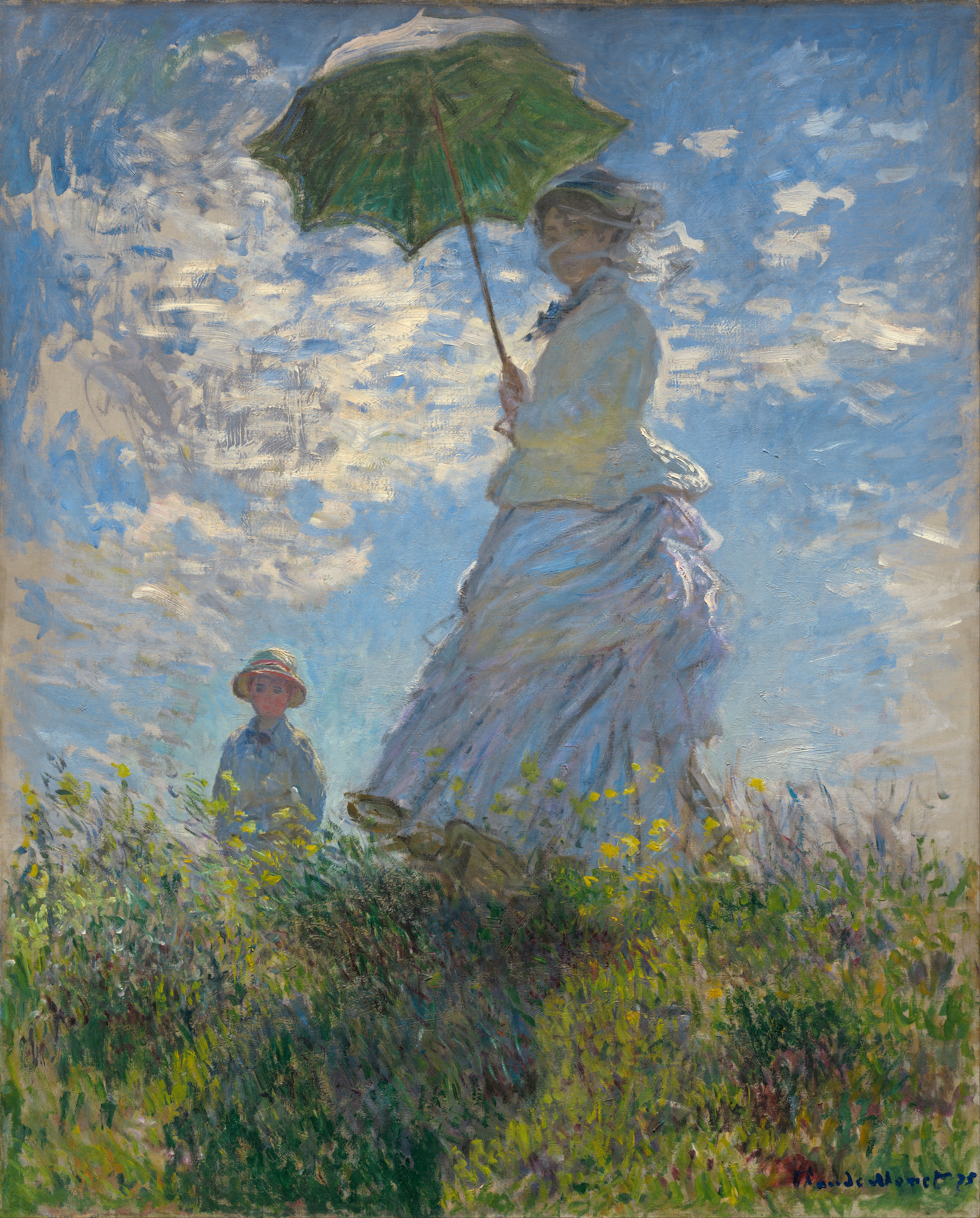
モネ『散歩、日傘をさす女性』

そんなある日、レイはキーガンから出所させた見返りとしてとある仕事を行うよう指示を受ける。それはボストン美術館に展示されているモネの名画『散歩、日傘をさす女性』を盗み出し、贋作とすり替えるという困難なものだった。家族の身を危険に晒さないためにも、この仕事をなんとか完遂させようと奔走するレイは、父であるジョセフの助けを借りることにする。ところが、ウィルもこの仕事を手伝いたいと志願してくる。父の仕事を手伝いたい、それがウィルの最後の願いだったのだ。これに当初は反対するレイだったが、ウィルの熱意に押されて手伝うことを許可する。こうして親子3代による名画強奪計画が実行されることとなった。
計画当日、なんとか名画を盗み出したレイは約束通りそれをキーガンに届けるが、キーガンには約束を守る気などはなく、レイは痛めつけられてしまう。しかし、これを予期していたレイはキーガンの裏をかき、別組織の手によって彼を抹殺させることに成功する。そしてキーガンを追っていた女捜査官ペイズリーに、その別組織のボスの情報を渡すのだった。
仕事を終え、大金を手にしたレイは、ウィルとジョセフと共に南の島へバカンスに行く。そこでウィルと最期の言葉を交わすのだった。

## キャスト
※括弧内は日本語吹替
- レイモンド・J・カッター - ジョン・トラボルタ（藤真秀）
- ジョセフ・カッター - クリストファー・プラマー（柴田秀勝）
- ウィル・カッター - タイ・シェリダン（平野潤也）
- ペイズリー捜査官 - アビゲイル・スペンサー
- キーガン - アンソン・マウント（烏丸祐一）
- カール - マーカス・トーマス（荒井勇樹）
- キム - ジェニファー・イーリー（仲村かおり）

## 公開
2014年の『トロント国際映画祭』で初上映された後、アメリカ合衆国では2015年4月24日に劇場公開された。